# شارلوت بيريان
شارلوت بيريان (24 أكتوبر 1903- 27 أكتوبر 1999)، مهندسة معمارية ومصممة فرنسية. سعت من خلال أعمالها إلى خلق مساحات معيشة وظيفية، اعتقادًا منها أن التصميم الأفضل يعني مجتمع أفضل. صرّحت في مقالٍ لها بعنوان «فن العيش» في عام 1981: «إنّ فن العيش ما هو إلا امتداد لفن المسكن أو المعيشة – أي العيش بانسجام وتوافق مع أعمق دوافع الإنسان، مع بيئته التي يتخذها مسكنًا أو تلك التي يختلقها». لطالما أحبّت شارلوت أن تأخذ وقتها في المساحة المكانية قبل البدء بعملية التصميم. كتبت في سيرتها الذاتية، «شارلوت بيريان: (حياة الخَلْق)»: «أحبُّ أن أكون بمفردي حين أزور بلد أو موقعٍ تاريخي ما. أحب أن تغمرني هالة المكان، وأن أشعر باتصال مباشر معه دون أي تطفّل من طرف ثالث». يتضمن أسلوبها في التصميم الدخول إلى الموقع وتقييمه بنفسها كما هو في الواقع. شعرت بيريان أنها على اتصال مع كل موقع، سواء عملت فيه أو قامت بزيارته فقط، لقد استمتعت بالأشياء الحية واستغرقت في سرد ذكرياتها عن موقعٍ يُفترض أنه زائل أو مهجور.

## حياتها المبكرة
ولدت بيريان في باريس، فرنسا وعمل والدها كخياطَين. لاحظ معلم الفنون في المدرسة الثانوية التي درست فيها، قدراتها في الرسم منذ وقت مبكر، وشجعتها والدتها في النهاية على التسجيل في مدرسة الاتحاد المركزي للفنون الزخرفية في عام 1920 لدراسة تصميم الأثاث حتى عام 1925. كان مصمم الديكور الداخلي، هنري رابين، المنتمي لحركة الفن الزخرفي، أحد معلميها البارزين خلال هذه الفترة. واصلت بيريان تعليمها من خلال حضورها صفوف في مؤسسات شاملة توفر ورش عمل للتصميم. ذهبت بيريان أيضًا إلى محاضرات ألقاها موريس دوفرين، مدير استديو ورشة عمل «الإتقان». اختيرت مشاريعها التي صممتها أيام العمل المدرسي في عام 1925 لتكون جزءًا من المعرض الدولي للفنون الزخرفية والصناعية الحديثة. وعرض دوفرين كذلك تصميماتها الجدارية في غاليري لافاييت في تلك الفترة.

## مسيرتها المهنية
بعد عامين من تخرج بيريان، أعادت تجديد شقتها إلى غرفة تتضمن جدار داخلي على شكل بار، مصنوع من الألمونيوم والزجاج والكروم، مع طاولة للعب الورق مزودة بحوامل للمشروبات مدمجة ضمن جيوب قابلة للسحب. أعادت إنشاء هذا التصميم تحت مسمى (بار تحت السقف، أو «بار في العلية») في معرض صالون دوتون في عام 1927. تميز تصميمها بوفرة الألمونيوم العاكس للضوء والأسطح المطلية بالنيكل، إضافة إلى الوسائد الجلدية والأرفف الزجاجية. تلقى تصميمها إشادة واسعة من الصحافة وأسس لاسمها كموهبة حاضرة. أظهر تصميمها (بار في العلية) تفضيلها للتصميمات التي تمثل عصر الآلة، الذي عُدّ انحرافًا عما كان مفضّلًا في ذلك الوقت، من الأشياء المصنوعة من الأخشاب النادرة، يدويًا وبدقة. استفادت بيريان من استخدام الفولاذ كوسيط في هذا المشروع، علمًا أنه سبق واستُخدم بشكل أساسي. على الرغم من نجاح تصميم (بار في العلية) في التعريف باسمها، لم تكن بيريان راضية عن إنشاء تصاميم للأثرياء فقط؛ بل أرادت العمل لدى المعماري لو كوربوزييه ومتابعة إنتاج مستمر من المساكن منخفضة التكلفة. ألهمت كتب لو كوربوزييه بيريان، لأنها اعتقدت أن كتاباته التي تنتقد الفنون الزخرفية تتماشى مع الطريقة التي اتبعتها في التصميم. عندما تقدمت بيريان بطلب للعمل في إستديو لو كوربوزييه في أكتوبر في عام 1927، رُفضت بشكل علني وأُخبرتْ «نحن لا نطرّز الوسائد هنا». بعد شهرٍ من ذلك، زار لو كوربوزييه «بار في العلية» في معرض صالون دو تون، الأمر الذي أقنعه بعرض وظيفة عليها في مجال تصميم الأثاث.